# Heidi Herløw
Heidi Svelmøe Herløw, også kendt som Heidi, er en dansk sangerinde og sangskriver. Hun er bedst kendt for sin deltagelse i X Factor 2008 hvor hun endte på en tredjeplads. Efterfølgende fik hun pladekontrakt med Universal og udgav albummet AudioBallerina (2008), der var blevet til i tæt samarbejde med hendes X Factor-mentor Thomas Blachman og producer og komponist Kasper Winding. Heidis andet studiealbum, Talisman, udkom i 2011.

## Heidi iX Factor(2008–2009)
Efter tidligere at have deltaget i sangkonkurrencen Stjerne for en aften på DR1 i 2003, deltog Heidi i første sæson af X Factor i 2008. Hendes mentor var jazztrommeslager og komponist Thomas Blachman. Hun gjorde sig især bemærket da hun under bootcampen fik Blachman til at græde mens hun sang sit eget nummer "Sometimes". Heidi nåede til semifinalen, hvor hun kom på en tredjeplads. Efter showet havde Sony Music førsteret til at skrive kontrakt med Heidi, men i maj 2008 faldt valget i stedet på Universal, ifølge Thomas Blachmann fordi forhandlingerne med Sony blev trukket i langdrag. Den 15. oktober 2008 udgav Heidi sit debutalbum, AudioBallerina, der var skrevet og produceret af Kasper Winding og Thomas Blachman . Heidi havde desuden skrevet syv ud af ti numre på albummet, heriblandt førstesinglen "Switch" der udkom i slutningen af juli 2008. Albummet og singlen "Switch" er begge efterfølgende blevet certificeret guld for 15.000 solgte eksemplarer hver.
| Uge | Tema                                  | Sang                                | Original kunstner  | Resultat   |
| --- | ------------------------------------- | ----------------------------------- | ------------------ | ---------- |
| 1   | Hits fra Tjeklisten                   | "Whispering at the Top of My Lungs" | Tim Christensen    | Gik videre |
| 2   | Filmhits                              | "Calling You"                       | Javetta Steele     | Gik videre |
| 3   | Disco                                 | "All Around the World"              | Lisa Stansfield    | Gik videre |
| 4   | Syng Dansk                            | "Verden er i farver"                | Lis Sørensen       | Gik videre |
| 5   | Bigband                               | "Walk Away"                         | Christina Aguilera | Gik videre |
| 6   | Anne Linnet og Elvis Presley          | "Det er ikke det du siger"          | Anne Linnet Band   | Gik videre |
| 6   | Anne Linnet og Elvis Presley          | "A Little Less Conversation"        | Elvis Presley      | Gik videre |
| 7   | James Blunt og frit valg hos dommerne | "You're Beautiful"                  | James Blunt        | Stemt ud   |
| 7   | James Blunt og frit valg hos dommerne | "Why"                               | Annie Lennox       | Stemt ud   |

## EfterX Factor(2010–nu)
I 2010 skrev Heidi kontrakt med Playground Music og den 29. november udkom singlen "Angerholic", som forløber for hendes andet studiealbum, Talisman, der udkom den 30. maj 2011. I mellemtiden udkom Ep'en Heidi Herløw den 4. marts 2011, samme dag som Heidi optrådte med "Angerholic" i det fjerde liveshow af X Factor 2011. Ep'en indeholder fire nye sange, heriblandt en duet med Tim Christensen på "Shame on Us", der oprindeligt er sunget af amerikanske Jonatha Brooke.

## Diskografi

### Studiealbum
- AudioBallerina (2008)
- Talisman (2011)

### Ep'er
- Heidi Herløw (2011)